# Svartegöl (Fryele socken, Småland)
Svartegöl är en sjö i Värnamo kommun i Småland och ingår i Lagans huvudavrinningsområde.